# Lui Lok
Compléments
Surnommé l'« Inspecteur à 500 millions de dollars »
Lui Lok (呂樂) (16 mai 1920 - 12 mai 2010), aussi appelé Lui Mo Lok, est un membre des forces de police de Hong Kong connu pour sa corruption importante dans les années 1960 et 1970 avant de fuir au Canada car recherché par la Commission indépendante contre la corruption, fondée en 1974.
Avec Lam Kong (zh), Hon Sam (zh) et Ngan Hung (zh), il fait partie des « Quatre inspecteurs » poursuivis pour corruption.

## Biographie
Originaire du Guangdong, Lui émigre à Cheung Chau puis à Hong Kong. Avant d'entrer dans la police, il survit comme cireur de chaussures, postier et tireur de pousse-pousse. Le 9 novembre 1940, Lui devient officier de police dans la sous-unité de patrouille et est rapidement promu inspecteur. Alors qu'il travaille au département des affaires criminelles, il est promu caporal en 1951. La même année, il est transféré au commissariat de Sham Shui Po.
En 1955, la triade 14K est l'une des quatre plus grandes triades de Hong Kong. Alors que l'organisation organise un repas dans une école de Diamond Hill (zh), Lui arrête tous ses membres avec son équipe et devient célèbre pour avoir éliminé cette triade. En conséquence, il est promu caporal principal en 1956. La même année, durant les émeutes de 1956 à Hong Kong, la police l'élève à une position importante en raison de son expérience dans les relations avec les triades. Du fait de ses résultats exceptionnels, il est promu sergent et affecté aux Nouveaux Territoires dans la zone de Tsuen Wan. En 1958, Lui est transféré à Yau Ma Tei (en) pour remplacer l'officier partant en retraite.
En 1962, Lui est promu inspecteur en chef de la police et affecté sur l'île de Hong Kong tandis que Lam Kong (zh), l'autre inspecteur en chef, est affecté à Kowloon dans les Nouveaux Territoires. Le 1er avril 1962, Lui reçoit la médaille de police coloniale (en).
En 1967, Lui et Lam sont transférés à d'autres postes à cause d'une affaire de corruption aggravée. En 1968, il prend sa retraite anticipée. En 1973, il émigre d'abord à Taïwan puis au Canada avec sa famille. En 1974, la Commission indépendante contre la corruption est fondée et l'accuse de posséder des avoirs « disproportionnés et impossibles à expliquer, ni à justifier, ni par ses émoluments officiels, ni ses indemnités, ni par sa retraite», et beaucoup de ses avoirs sont gelés par la Commission. Il ne peut être extradé en raison de l'absence de traité d'extradition avec Taïwan et des complications juridiques du traité de Hong Kong avec le Canada.
En 1979, il achète un luxueux appartement à Taipei où il réside. Il meurt le 12 mai 2010 à Vancouver d'un cancer de l'estomac.

## Dans la fiction
Lui est représenté dans divers films et séries télévisées en raison de sa notoriété.
- Le Parrain de Hong Kong (1991), Lui le tigre par Kenneth Tsang.
- The Greed of Man (1991), Lung Sing-Bond par Kenneth Tsang.
- Lee Rock (1991), Lee Rock par Andy Lau.
- Lee Rock 2 (1991), Lee Rock par Andy Lau.
- Arrest the Restless (1992), Lui le tigre par Charles Heung.
- The Prince of Temple Street (1992), Lee Rock par Andy Lau.
- I Corrupt All Cops (2009), Lak Chui par Tony Leung Ka-fai.
- Chasing the Dragon (2017), Lee Rock par Andy Lau.
- Where the Wind Blows (2019), Lui Lok par Aaron Kwok.
- Once Upon a Time in Hong Kong (2021), Lui Lok par Francis Ng.